# Bruno Nettl
Bruno Nettl (Praga, 14 de março de 1930 – 15 de janeiro de 2020) foi um etnomusicólogo checo emigrado para os Estados Unidos em 1939. Foi professor emérito de música e etnomusicologia da Universidade de Illinois em Urbana-Champaign, onde ministrava seus cursos desde 1964.

## Biografia
Bruno Nettl mudou-se para os Estados Unidos em 1939, estudou na Universidade de Indiana e na Universidade de Michigan. Foi professor da Universidade de Illinois desde 1964. Seu estudo de campo principal foi a cultura dos nativos norte-americanos durante os anos 1960 e 1980; dedicou-se também a música do Irão durante os anos de 1966 a 1974 e do sul da Índia entre 1981 e 1982. Foi presidente da Sociedade de Etnomusicologia (1969-71) e editor da publicação da sociedade, a revista Ethnomusicology (Video Lectures).
Nettl recebeu títulos honorários da Universidade de Illinois, do Carleton College, do Kenyon College e da Universidade de Chicago. Bruno Nettl recebeu o prêmio Fumio Koizumi Prize for ethnomusicology em 1993 e é membro da Academia de Artes e Ciências dos Estados Unidos.

### Estudos
Nettl descrevia a música dos grupos do centro da América do Norte, do Canadá ao Texas: Blackfoot, Crows, Dakota, Cheyennes, Arapaho, Kiowa e Comanches. A música destes grupos é caracterizada principalmente pela tensão vocal, pulsação, complexidade ritmica e pela frequência aumentada da escala musical. Os sons dos Arapaho e Cheyennes intensificam ainda mais estas características enquanto as tribos do norte, especialmente os Blackfoot, trazem um material com poucas diferenças melódicas e poucas escalas tonais. (Nettl, 1956, p. 112)

## Morte
Nettl morreu no dia 15 de janeiro de 2020, aos 89 anos.

## Galeria

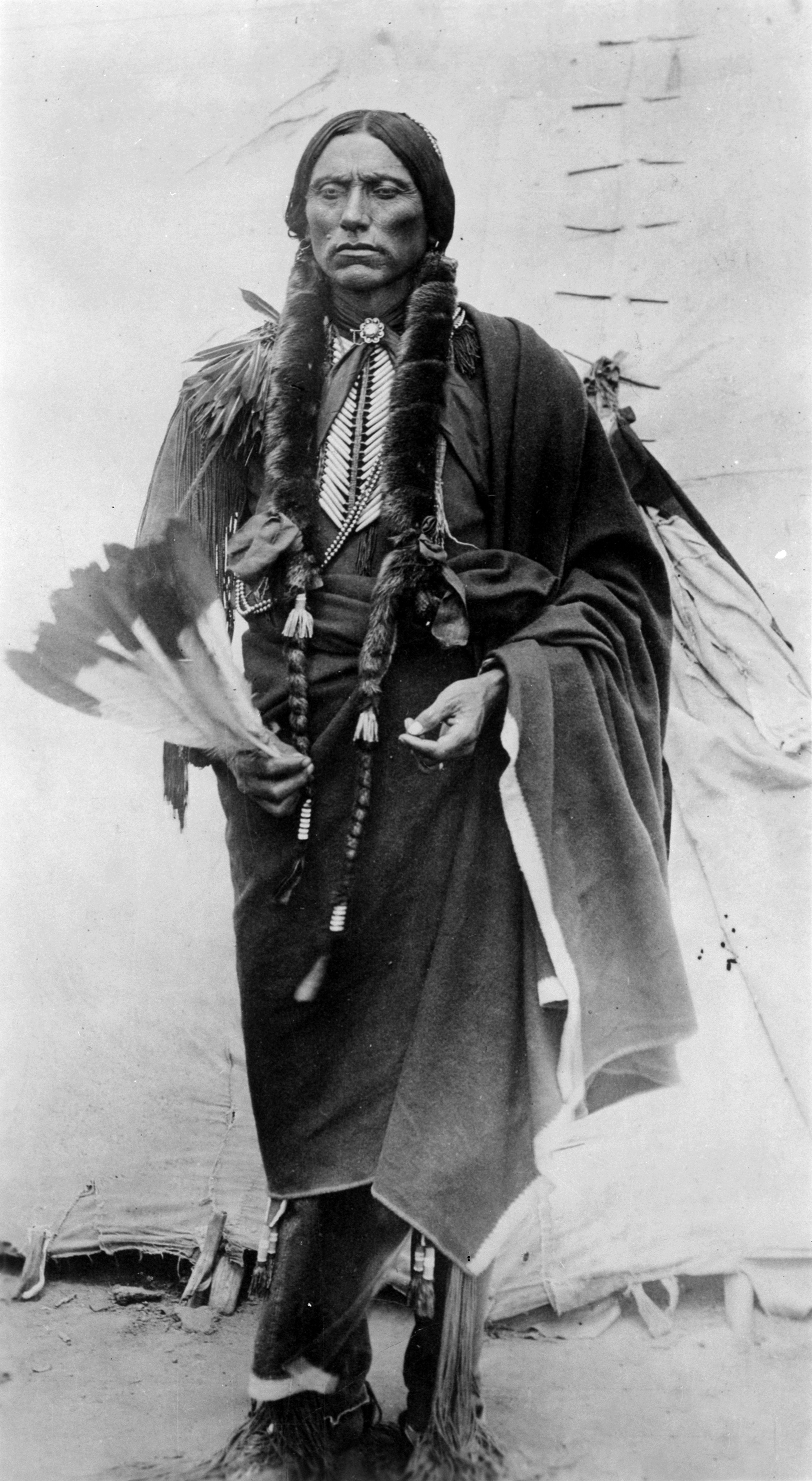
Quanah Parker. Último grande chefe. (Comanche)
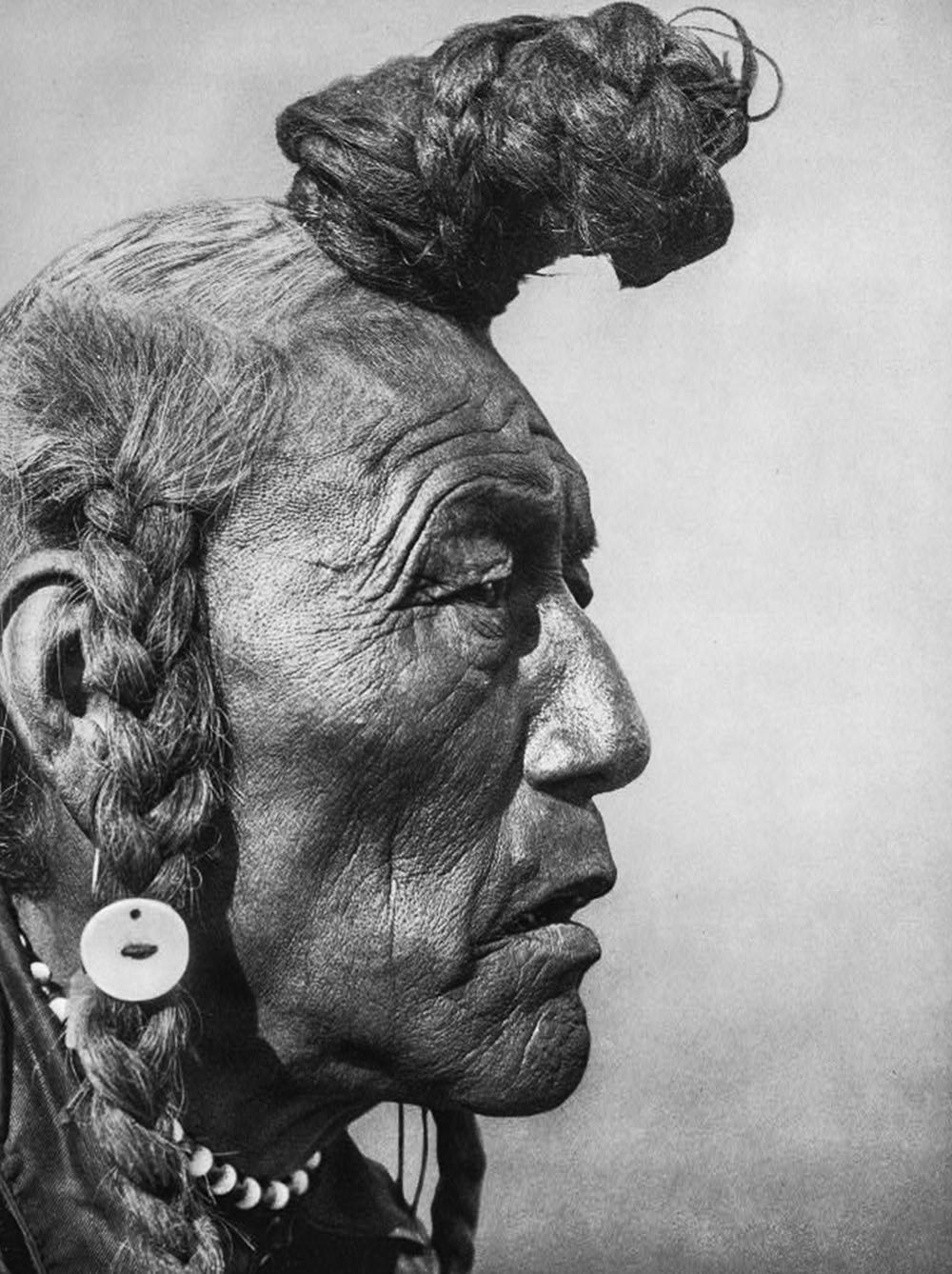
Bear Bull (Urso Búfalo) (Blackfoot)
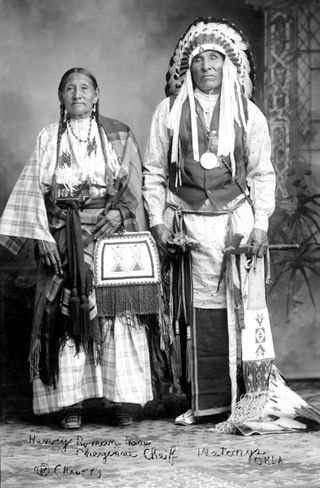
Roman Nose e esposa (Cheyennes)

## Obra (seleção)

### Livros
- (1956). Music in Primitive Culture. Harvard University Press. ISBN 0-674-59000-7.
- (1964). Theory and Method in Ethnomusicology. The Free Press of Glencoe.
- (1965/1989). Folk and Traditional Music of the Western Continents. Prentice-Hall, Inc. ISBN 0-13-323247-6.
- (1976). Folk Music In The U.S. An Introduction. WAYNE STATE UNIVERSI
- (1978). Eight Urban Musical Cultures. ILLINOIS UNIVERSITY
- (1989). Blackfoot Musical Thought: Comparative Perspectives. Ohio: The Kent State University Press. ISBN 0-87338-370-2.
- (1983/2005). The Study of Ethnomusicology. University of Illinois Press. ISBN 0-252-03033-8.
- (1991) Comparative Musicology And Anthropology Of Music. Chicago Press
- (1995). Heartland Excursions.  University of Illinois Press. ISBN 0-252-02135-5
- (1995). Music, Culture, & Experience. CHICAGO UNIVERSITY P
- (1996).  Excursions In World Music. PRENTICE HALL
- (1996). Musica Folklorica Y Tradicional En Los Continentes ALIANZA
- (1997). Africa in GARLAND PUBLISHING
- (1998). South America, Mexico, Central America And The Car
- (1998). In The Course Of Performance. CHICAGO UNIVERSITY P
- (1999). Europe in GARLAND ENCYCLOPEDIA OF WORLD MUSIC, V. 8
- (2005). Study Of Ethnomusicology ILLINOIS UNIVERSITY
- (2010). Nettl's Elephant ILLINOIS UNIVERSITY

### Artigos
- Conferência de abertura do I Encontro Nacional da Associação Brasileira de Etnomusicologia, no Recife, em novembro de 2002. (versão pdf)